# Lijst van fantasyprijzen
Hieronder volgt een lijst van de meest bekende fantasyprijzen voor literatuur en film. Sommige prijzen worden voor een werk uit verschillende genres uitgereikt, meestal een combinatie van fantasy, horror en sciencefiction. De lijst is tot januari 2008 bijgewerkt.
| fantasy prijzen             | fantasy prijzen                                        | fantasy prijzen                                                    | fantasy prijzen |
| naam                        | organisatie                                            | prijzen voor                                                       | sinds           |
| --------------------------- | ------------------------------------------------------ | ------------------------------------------------------------------ | --------------- |
| Aurealis Award              | Aurealis Magazine                                      | beste Australische fantasy-, sciencefiction- en horrorverhaal      | 1995            |
| August Derleth Award        | British Fantasy Society                                | beste fantasyboek van het jaar                                     | 1972            |
| Prix Aurora Awards          | Canadian Science Fiction and Fantasy Association       | beste fantasy- en sciencefictionverhaal                            | 1980            |
| Balrog Award                | International Fantasy Gamers Society                   | beste fantasywerken                                                | 1979-1985       |
| British Fantasy Award       | British Fantasy Society                                | beste fantasy-, sciencefiction- en horrorverhaal                   | 1971            |
| Campbell Award              | World Science Fiction Society                          | beste fantasy-, sciencefictionschrijver                            | 1973            |
| Darrell Awards              | Memphis Science Fiction Association                    | beste regionale fantasy-, sciencefiction- en horrorverhaal         | 1996            |
| Deutscher Fantasy Preis     | Erste Deutsche Fantasy Club                            | beste Duitstalige fantasyverhaal                                   | 1979            |
| Gandalf Grand Master Award  | World Science Fiction Society                          | beste levenswerk fantasy                                           | 1974-1980       |
| Harland Award               | Nederlands Contactcentrum voor Science Fiction         | beste Nederlandstalige sciencefiction-, fantasy- of horror-verhaal | 1976            |
| Hugo Award                  | World Science Fiction Society                          | beste roman, novelle, novelette en kort verhaal                    | 1946            |
| International Fantasy Award | -                                                      | beste fantasy- of sciencefictionboek                               | 1951-1957       |
| Japan Fantasy Novel Award   | Shinchōsha                                             | beste Japans fantasyverhaal                                        | 1989            |
| Locus Award                 | Locus (tijdschrift)                                    | beste fantasy-, sciencefiction- en horrorverhaal                   | 1971            |
| Mythopoeic Award            | Mythopoeic Society                                     | beste fantasy- of mythisch verhaal                                 | 1971            |
| Nebula Grand Master Award   | Science Fiction and Fantasy Writers of America         | beste levenswerk fantasy/sciencefiction                            | 1974            |
| Saturn Award                | The Academy of Science Fiction, Fantasy & Horror Films | beste fantasy-, sciencefiction- en horrorfilm                      | 1972            |
| World Fantasy Award         | World Fantasy Association                              | beste fantasy verhaal                                              | 1975            |